# خاندان محمد علی

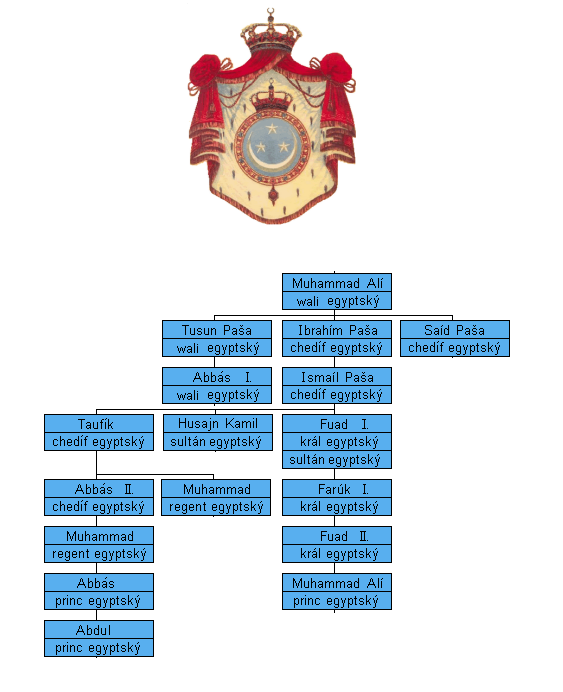
شجره نامه پادشاهان مدرن مصر (سلسله‌های محمدعلی)

خاندان محمد علی خاندانی مصری با اصالت آلبانیایی که به دست محمدعلی پاشا تأسیس شد و بر مصر زیر سلطهٔ امپراتوری عثمانی بین ۱۸۰۵–۱۹۱۴ سپس تحت‌الحمایگی بریتانیا بین ۱۹۱۴–۱۹۲۲ و پس از استقلال مصر در ۲۸ فوریه ۱۹۲۲ حکومت کرد تا انقلاب ۱۹۵۲ مصر به رهبری محمد نجیب به انقراض این حکومت انجامید.

## خاندان محمد علی
| #  | # | لقب                 | حاکم                  | تاریخ تولد و مرگ | زمان حکومت کردن     |
| ۱  | ۱ | حاکمان با لقب پاشا  | محمدعلی پاشا          | ۱۷۶۹م - ۱۸۴۹م    | ۱۸۰۵م - ۱۸۴۸م       |
| ۲  | ۲ | حاکمان با لقب پاشا  | ابراهیم محمد علی پاشا | ۱۷۸۹م - ۱۸۴۸م    | مارس - نوامبر ۱۸۴۸م |
| ۳  | ۳ | حاکمان با لقب پاشا  | عباس حلمی یکم         | ۱۸۱۳م - ۱۸۵۴م    | ۱۸۴۸م - ۱۸۵۴م       |
| ۴  | ۴ | حاکمان با لقب پاشا  | محمد سعید پاشا        | ۱۸۲۲م - ۱۸۶۳م    | ۱۸۵۴م - ۱۸۶۳م       |
| ۵  | ۵ | حاکمان با لقب پاشا  | اسماعیل پاشا          | ۱۸۳۰م - ۱۸۹۵م    | ۱۸۶۳م - ۱۸۶۷م       |
| ۵  | ۱ | حاکمان با لقب خدیو  | خدیوی اسماعیل         | ۱۸۳۰م - ۱۸۹۵م    | ۱۸۶۷م - ۱۸۷۹م       |
| ۶  | ۲ | حاکمان با لقب خدیو  | خدیوی توفیق پاشا      | ۱۸۵۲م - ۱۸۹۲م    | ۱۸۷۹م - ۱۸۹۲م       |
| ۷  | ۳ | حاکمان با لقب خدیو  | خدیوی عباس حلمی پاشا  | ۱۸۷۴م - ۱۹۴۴م    | ۱۸۹۲م - ۱۹۱۴م       |
| ۸  | ۱ | حاکمان با لقب سلطان | سلطان حسین کامل       | ۱۸۵۳م - ۱۹۱۷م    | ۱۹۱۴م - ۱۹۱۷م       |
| ۹  | ۲ | حاکمان با لقب سلطان | سلطان احمد فؤاد       | ۱۸۶۸م - ۱۹۳۶م    | ۱۹۱۷م - ۱۹۲۲م       |
| ۹  | ۱ | حاکمان با لقب ملک   | ملک فؤاد یکم          | ۱۸۶۸م - ۱۹۳۶م    | ۱۹۲۲م - ۱۹۳۶م       |
| ۱۰ | ۲ | حاکمان با لقب ملک   | ملک فاروق             | ۱۹۲۰م - ۱۹۶۵م    | ۱۹۳۶م - ۱۹۵۲م       |
| ۱۱ | ۳ | حاکمان با لقب ملک   | ملک فؤاد دوم          | ۱۹۵۲م -....      | ۱۹۵۲م - ۱۹۵۳م       |